# دژ ادینبرو
دژ ادینبورو، یا کاخ ادینبورو (یا "ادینبورگ")، 
(به گیلیک اسکاتلندی: Edinburgh Castle)، یک دژ تاریخی است که تسلط باروی آن بر شهر ادینبورو، از فراز کاسل راک؛ (صخرهٔ بلندی که خود به شکل یک کاخ است)، افق آن را می‌سازد، در اسکاتلند قرار دارد. به باور باستان‌شناسان حضور و سکونت انسان در روی این تخته‌سنگ دست کم از عصر آهن، (سدهٔ ۲ میلادی) آغاز شده، اگر چه ماهیت اولیهٔ ساکنان آن نامشخص است. بر روی این تخته‌سنگ، دست کم از زمان پادشاهی دیوید یکم، یک کاخ سلطنتی در سدهٔ ۱۲ ساخته‌شده بوده‌است، و این مکان: به محل اقامت خانواده سلطنتی بودن تا ۱۶۳۳ ادامه داد. از سدهٔ ۱۵ نقش مسکونی این کاخ کاهش یافته‌است، و در سدهٔ ۱۷ از آن عمدتاً به عنوان یک دژ نظامی با یک پادگان نظامی بزرگ استفاده شده‌است. اهمیت این بنا به عنوان بخشی از میراث ملی اسکاتلند به گونهٔ فزاینده‌ای از اوایل سدهٔ ۱۹ به بعد شناخته شد، و برنامه‌های مختلفی برای بازسازی آن در طول یک و نیم سدهٔ گذشته انجام شده‌است.
به عنوان یکی از مهم‌ترین سنگرها در پادشاهی اسکاتلند، قلعهٔ ادینبورو در بسیاری از درگیری‌های تاریخی از جنگ‌های استقلال اسکاتلند در سدهٔ ۱۴ گرفته تا قیام ۱۷۴۵ یعقوبی‌ها نقش داشته و رو به افزایش بوده‌است. در بررسی‌های انجام شده در ۲۰۱۴ وقوع ۲۶ محاصره و درگیری را در طول ۱۱۰۰ سال تاریخ آن شناسایی کرده که به این ترتیب، آن دژ را مدعی داشتن بیش‌ترین "مکان محاصره‌شده در بریتانیا و یکی از جاهایی که بیش از همه به آن در جهان حمله شده، تبدیل می‌سازد ".